# Большая Дмитриевка (Нижегородская область)
Больша́я Дми́триевка —  деревня в городском округе Семёновский Нижегородской области России.

## География
Деревня расположена на левом берегу реки Пыдрейка, на расстоянии 24 км к востоку от города Семёнов, административного центра района.

### Часовой пояс
Большая Дмитриевка, как и вся Нижегородская область, находится в часовой зоне МСК (московское время). Смещение применяемого времени относительно UTC составляет +3:00.

## Население
| 2002 | 2010 |
| ---- | ---- |
| 0    | →0   |